# Trần Thúc Bảo
Trần Thúc Bảo (giản thể: 陈叔宝; phồn thể: 陳叔寶; bính âm: Chén Shúbǎo, 553–604, trị vì 582–589), thường được biết đến trong sử sách là Trần Hậu Chúa (陳後主), thụy hiệu Trường Thành Dương công (長城煬公), tên tự Nguyên Tú (元秀), tiểu tự Hoàng Nô (黃奴), là vị hoàng đế cuối cùng của triều đại Trần thời Nam-Bắc triều trong lịch sử Trung Quốc. Tại thời điểm ông đăng cơ, Trần đã phải chịu áp lực quân sự từ triều Tùy trên nhiều phương diện. Theo các sử gia truyền thống, Trần Thúc Bảo là một quân chủ bất tài, ham mê văn chương và tửu sắc hơn là việc chính sự. Năm 589, quân Tùy công chiếm kinh thành Kiến Khang và bắt giữ Trần Thúc Bảo, kết thúc triều Trần và thời kỳ Ngụy-Tấn-Nam-Bắc triều phân liệt, thống nhất Trung Hoa. Sau đó, Trần Thúc Bảo bị đưa đến kinh thành Trường An của Tùy, được đối đãi tử tế cho đến khi qua đời vào năm 604.

## Bối cảnh
Trần Thúc Bảo là trưởng tử, sinh năm 553, khi đó cha Trần Húc của ông đang là một viên quan bậc trung trong triều đình của Lương Nguyên Đế tại kinh đô Giang Lăng. Mẹ của Trần Thúc Bảo là Liễu Kính Ngôn.
Năm 554, quân Tây Ngụy công chiếm Giang Lăng và sau đó hành quyết Lương Nguyên Đế. Chất tôn của Nguyên Đế là Tiêu Sát xưng làm Lương Đế và định đô tại Giang Lăng, song một phần lớn cư dân Giang Lăng và các hạ thần của Nguyên Đế, bao gồm Trần Húc và đường đệ Trần Xương, đã bị đưa đến kinh đô Trường An của Tây Ngụy. Liễu Kính Ngôn và Trần Thúc Bảo không được đưa đến Trường An, họ bị để lại ở Nhương Thành (穰城, nay thuộc Nam Dương, Hà Nam).
Năm 557, thúc phụ của Trần Húc (cha của Trần Xương) là Trần Bá Tiên lập ra triều Trần, định đô tại Kiến Khang. Trần Bá Tiên thỉnh cầu chính quyền kế thừa của Tây Ngụy là Bắc Chu hãy để cho Trần Xương và Trần Húc trở về, Bắc Chu thoạt đầu chấp thuận, song đã không thực hiện điều này trong thời gian Trần Bá Tiên trị vì. Sau khi Trần Bá Tiên qua đời, đại huynh Trần Thiến của Trần Húc đăng cơ kế vị, tức Trần Văn Đế. Năm 560, Bắc Chu bắt đầu thương lượng về việc cho Trần Húc trở về Trần. Năm 562, Trần Văn Đế đổi thành Lỗ Sơn (魯山, nay thuộc Vũ Hán, Hồ Bắc) cho Bắc Chu để lấy Trần Húc. Ban đầu, Trần Thúc Bảo và Liễu Kính Ngôn không được cho về, song sau khi Trần Văn Đế tiếp tục thương lượng, họ cũng đã được về Trần. Trần Thúc Bảo trở thành vương thế tử của Trần Húc, nắm giữ các chức vụ nhỏ trong thời gian cai trị của Trần Văn Đế.
Năm 566, Trần Văn Đế qua đời, Thái tử Trần Bá Tông đăng cơ kế vị, tức Trần Phế Đế. Các đại thần mà Trần Văn Đế ủy thác việc triều chính, bao gồm Trần Húc, đã lao vào một cuộc tranh đấu quyền lực, chiến thắng thuộc về Trần Húc vào năm 567. Đến mùa đông năm 568, Trần Húc phế Trần Bá Tông, và đến mùa đông năm 569, Trần Húc đăng cơ trở thành hoàng đế, tức Trần Tuyên Đế. Trần Thúc Bảo trở thành thái tử, mẹ Liễu Kính Ngôn của ông trở thành hoàng hậu.

## Làm thái tử
Đến mùa thu năm 569, Trần Thúc Bảo kết hôn với Thẩm Vụ Hoa, nhi nữ của nghi đồng tam ti Thẩm Quân Lý (沈君理), bà trở thành thái tử phi. Tuy nhiên, cuối cùng ông lại sủng ái người thiếp tên Trương Lệ Hoa.
Khi làm thái tử, Trần Thúc Bảo là người ham mê văn chương và yến tiệc. Do đó, ông muốn đại thần Giang Tổng (江總), một người có tài văn chương, làm chiêm sự cho mình, phái người yêu cầu lại bộ thượng thư Khổng Hoán (孔奐) sắp xếp việc này. Khổng Hoán từ chối vì cho rằng Giang Tổng mặc dù là văn sĩ tài hoa song thiếu tính kiên định. Sau đó, Trần Thúc Bảo đã đích thân thỉnh cầu phụ hoàng, Trần Tuyên Đế mặc dù lưỡng lự khi thấy Khổng Hoán phản đối, song cuối cùng đã chấp thuận. Tuy nhiên, đến khi Giang Tổng và Trần Thúc Bảo hứng thú thái quá, đến nỗi Trần Thúc Bảo mặc y phụ thường dân lẻn ra khỏi hoàng cung để đến chỗ ở của Giang Tổng, Tuyên Đế đã cho bãi chức Giang Tổng.
Đến mùa xuân năm 582, Tuyên Đế lâm bệnh, Trần Thúc Bảo cùng các hoàng đệ là Thủy Hưng vương Trần Thúc Lăng (陳叔陵) và Trường Sa vương Trần Thúc Kiên (陳叔堅) đã đến cạnh phụ hoàng. Tuy nhiên, Trần Thúc Lăng là người tham vọng và có mưu đồ trở thành hoàng đế. Khi Trần Tuyên Đế băng hà, trong lúc Trần Thúc Bảo than khóc trước linh cữu của cha, Trần Thúc Lăng đã rút ra một con dao sắc nhọn và đâm vào cổ Trần Thúc Bảo. Trần Thúc Bảo bị thương trí mạng, ngất trên sàn. Hoàng hậu Liễu Kính Ngôn đã cố ngăn Trần Thúc Lăng, song cũng bị đâm vài phát. Tuy nhiên, nhũ mẫu Ngô thị sau đó đã ôm Trần Thúc Lăng, Trần Thúc Bảo thừa cơ bò dậy trốn đi. Trong khi đó, Trần Thúc Kiên đã tóm lấy Trần Thúc Lăng và cố buộc Thúc Lăng vào một cột trụ. Đến khi Trần Thúc Kiên tìm kiếm sự cho phép của Trần Thúc Bảo để giết Trần Thúc Lăng, Trần Thúc Lăng đã trốn thoát và huy động tư binh, xá miễn cho tù phạm để dùng làm binh, tiến hành chính biến cùng anh họ là Tân An vương Trần Bá Cố (陳伯固, nhi tử của Văn Đế). Tuy nhiên, họ đã bị đánh bại và đều tử trận. Các con của Trần Thúc Lăng đều bị buộc phải tự sát, còn các con của Trần Bá Cố bị giáng làm thứ dân.
Ba ngày sau nỗ lực chính biến, Trần Thúc Bảo đăng cơ trong khi vẫn còn bị thương nặng. Ông tôn Liễu hoàng hậu là thái hậu, lập Thẩm thái tử phi làm hoàng hậu, và lập trưởng tử Trần Dận (do Tôn cơ sinh song được Thẩm hoàng hậu nuôi dưỡng) làm thái tử.

## Trị vì
Ban đầu, Trần Thúc Bảo vẫn đang quá trình hồi phục sau chấn thương, Liễu thái hậu trở thành người nhiếp chính với sự hỗ trợ của Trần Thúc Kiên. Do Trần Thúc Bảo không ưa Thẩm hoàng hậu, bà không được phép ở cạnh ông trong thời gian hồi phục, thay vào đó là Trương quý phi. Sau khi Trần Thúc Bảo hồi phục, Liễu thái hậu trao trả lại quyền lực cho ông.
Khi Tuyên Đế qua đời, chính quyền kế thừa Bắc Chu là triều Tùy đang tiến hành tấn công Trần, song khi biết tin hoàng đế Trần qua đời, Tùy Văn Đế Dương Kiên đã quyết định lệnh cho quân đội triệt thoái vì cho rằng việc tấn công một nước vừa mất hoàng đế là không thích hợp. Tùy Văn Đế cũng phái sứ giả sang để bày tỏ thương tiếc Trần Tuyên Đế, và trong quốc thư gửi cho Trần Thúc Bản, Tùy Văn Đế dùng tên húy để gọi mình- một dấu hiệu của sự khiêm tốn. Tuy nhiên, trong bức thư hồi đáp của Trần Thúc Bảo, có một câu bị Tùy Văn Đế và Dương Tố đánh giá là ngạo mạn và hạ mình, và khiến họ cảm thấy tức giận. Tuy nhiên, vài năm sau đó, giữa hai nước vẫn tiến hành trao đổi sứ thần thường xuyên và nhìn chung có mối quan hệ hòa bình, song Tùy Văn Đế dần cho xây dựng lực lượng trên Trường Giang và lập kế hoạch cho cuộc tấn công quyết định vào Trần.
Vào mùa xuân năm 583, vì cho rằng Trần Thúc Kiên trở nên quá mạnh, theo khuyến nghị của Khổng Phạm (孔範) và Thi Văn Khánh (施文慶), Trần Thúc Bảo đã phái Trần Thúc Kiên đi làm thứ sử tại Giang châu (江州, nay gần tương ứng với Cửu Giang, Giang Tây). Sau này, Trần Thúc Bảo giữ Trần Thúc Kiên ở lại kinh thành khi trao cho Trần Thúc Kiên chức vụ mang tính danh dự là tư không (司空), song không phục hồi quyền lực cho Trần Thúc Kiên. Trong khi đó, mặc dù vẫn trong thời gian để tang Tuyên Đế, song Trần Thúc Bảo lại giành nhiều thì giờ cho yến tiệc. Khi hạ thần Mao Hỉ (毛喜) cố khuyên bảo ông thay đổi hành vi của mình, Trần Thúc Bảo đã biếm chức Mao Hỉ và phái Mao Hỉ ra ngoài kinh thành.
Khoảng tết năm 584, do lo sợ nên Trần Thúc Kiên đã tiến hành cúng tế, hy vọng rằng sẽ lại được trọng đãi. Khi sự việc bị phát giác, Trần Thúc Bảo đã tính đến việc hành quyết Trần Thúc Kiên, song sau khi Trần Thúc Kiên gợi lại chuyện hộ giá trước đây, Trần Thúc Bảo đã tha cho hoàng đệ song bãi chức.
Năm 584, Trần Thúc Bảo đã cho xây ba tòa lầu các hào hoa tráng lệ trong cung: Lâm Xuân các (臨春閣), Kết Khỉ các (結綺閣), và Vọng Tiên các (望仙閣), bản thân sống tại Lâm Xuân các, cho Trương quý phi sống tại Kết Khỉ các, còn Cung quý tần và Khổng quý tần cùng sống tại Vọng Tiên các. Ông thường dành thì giờ của mình để ngự tiệc với các phi tần, đứng hàng đầu là Trương Lệ Hoa, cũng như các thị nữ và quan lại có tài văn chương (bao gồm tể tướng Giang Tổng, thượng thư Khổng Phạm, và Vương Tha), buộc các quan lại và thị nữ này phải xướng ca hoặc viết thơ ca ngợi nhan sắc các phi tần của mình. Có hai bài ca đã trở nên hết sức nổi tiếng: Ngọc thụ hậu đình hoa (玉樹後庭花) và Lâm xuân nhạc (臨春樂), chúng được viết nhằm ca ngợi nhan sắc của Trương quý phi và Khổng quý tần.
Trần Thúc Bảo thiếu quan tâm và hiểu biết về các vấn đề chính sự quan trọng, và do ông không thể nhận thức rõ các vấn đề, ông thường để Trương Lệ Hoa ngồi vào lòng và bảo Trương Lệ Hoa (người được đánh giá là thông minh) đọc và quyết định về các sớ tấu trình lên cho mình. Trong khi đó, Khổng quý tần và Khổng Phạm (vốn không có quan hệ) bắt đầu xem nhau như huynh muội, và dùng quan hệ của họ để cùng cố quyền lực, vì thế Trương quý phi và Khổng quý tần có được quyền lực cực kỳ lớn.
Để cung cấp tài vật cho các dự án xây dựng của Trần Thúc Bảo, triều đình đã tăng thuế, và quân sĩ cùng quan lại cũng bị yêu cầu phải nộp thuế mặc dù trước đó họ được miễn, khiến bất mãn xuất hiện phổ biến trong nhiều tầng lớp. Hơn thế nữa, theo ý của Khổng Phạm, Trần Thúc Bảo đã cho chuyển nhiều quan võ thành quan văn, càng khiến cho các tướng lĩnh trở nên bất mãn.
Vào mùa xuân năm 585, Chương Đại Bảo (章大寶)- thứ sử của Phong châu (豐州, nay gần tương ứng với Phúc Châu, Phúc Kiến), bị buộc tội tham ô và đang đứng trước nguy cơ bị Lý Vựng (李暈) thay thế, tuy nhiên Chương Đại Bảo thay vào đó đã phục kích giết chết Lý Vựng, bắt đầu nổi dậy. Tuy nhiên, Chương Đại Bảo ngay sau đó đã bị đánh bại và bị giết chết.
Vào thu năm 587, trong khi Tiêu Tông ở kinh đô Tùy để yết kiến Tùy Văn Đế, chú ruột và em trai Tiêu Tông là Tiêu Nham và Tiêu Hoàn lo sợ nghi ngờ rằng tướng Tùy Thôi Hoằng Độ sẽ tấn công nên đã cùng người dân Giang Lăng đầu hàng Trần. Trần Thúc Bảo đã chấp thuận sự đầu hàng của Tiêu Nham và Tiêu Hoàn, phong họ làm thứ sử. Hành động này bị Tùy Văn Đế đánh giá là hành vi khiêu khích, và sốt sắng tiếp tục chuẩn bị tấn công Trần. Theo kế của các mưu sĩ, cứ đến mùa gặt của vùng Giang Nam, Tùy Văn Đế lại cho tập kết binh mã ở biên giới, tuyên bố chuẩn bị đánh xuống phía nam, làm cho dân Trần hoang mang sợ hãi, không dám đi gặt lúa. Đến khi quân Tùy tập trung đầy đủ quân lực để chống trả, Tùy lại không tiếp tục tấn công. Một thời gian, nền nông nghiệp Trần bị ảnh hưởng tiêu cực, sự cảnh giác của quân lính cũng nơi lỏng. Quân Tùy còn thường xuyên phái những toán nhỏ len xuống phía nam tập kích, đốt phá kho của Trần, khiến thực lực của Trần bị tổn hại.
Vào mùa xuân năm 588, tin vào lời buộc tội của Trương quý phi và Khổng quý tần rằng Thái tử Trần Dận bực tức trước việc phụ hoàng không sủng ái Thẩm hoàng hậu, Trần Thúc Bảo đã phế truất ngôi vị thái tử của Trần Dận và giáng làm Ngô Hưng vương, đưa nhi tử của Trương quý phi là Trần Thâm lên làm thái tử. Trần Thúc Bảo cũng tính đến việc phế truất Thẩm hoàng hậu và đưa Trương quý phi lên thay thế, song vẫn chưa có cớ nào để làm như vậy.

## Bị Tùy tiêu diệt
Đến đông năm 588, quân Tùy tiến hành tấn công toàn diện vào Trần, với ba đạo quân lớn do hai hoàng tử của Tùy Văn Đế: Dương Quảng và Dương Tuấn, và thừa tướng Dương Tố thống lĩnh, Hạ Nhược Bật và Hàn Cẩm Hổ làm đại tướng, với sự trợ giúp của Cao Quýnh, dẫn 11 vạn quân chia làm 8 đường đánh Trần. Tùy Văn Đế hạ chiếu thư, tuyên bố thảo phạt triều Trần, vạch ra 20 tội trạng của Trần Thúc Bảo và in ra 30 vạn bản, cử người phân phát khắp nơi ở Giang Nam.
Tuy nhiên, tin tức về việc Thi Văn Khánh và Thẩm Khách Khanh (沈客卿) bị quân Tùy ngăn cản ở thượng du Trường Giang đã không đến chỗ Trần Thúc Bảo, do Thi Văn Khánh không nhận biết được đầy đủ mối đe dọa từ quân Tùy và không muốn làm những điều có thể ảnh hưởng đến kế hoạch trở thành thứ sử Tương châu (湘州, nay gần tương ứng với Trường Sa, Hồ Nam) của ông ta. Do đó, Dương Tố tấn công quân Trần từ thượng du Trường Giang mà không phải đối mặt với sự kháng cự đáng gờm nào và đã nhanh chóng kiểm soát được thượng du Trường Giang. Quân Trần vì thế không thể theo đường sông xuôi về hạ du để cứu viện cho kinh thành. Khi quân phòng thủ của Trần gửi thư cáo cấp về Kiến Khang, Trần Thúc Bảo đang cùng các sủng phi và văn nhân vui thú, không quan tâm đến. Về sau, khi các đại thần xin họp, Trần Thúc Bảo đành chấp thuận và nói: "Đông Nam là phúc địa, trước kia Bắc Tề đã tấn công ba lần, Bắc Chu tấn công hai lần, nhưng đều thất bại. Lần này, quân Tùy đến cũng chỉ là để nộp mạng, không có gì đáng lo ngại".
Vào mùa hè năm 589, tướng Tùy Hạ Nhược Bật (賀若弼) đã vượt Trường Giang từ Quảng Lăng (廣陵, nay thuộc Dương Châu, Giang Tô), và tướng Tùy Hàn Cầm Hổ (韓擒虎) đã vượt Trường Giang tại Thái Thạch (采石, nay thuộc Mã An Sơn, An Huy) mà không gặp phản sự kháng cự từ quân Trần, quân Tùy áp sát kinh thành Kiến Khang. Sau đó, Trần Thúc Bảo mới nhận thức được mức độ nghiêm trọng của tình hình, song thay vì sốt sắng kháng cự, ông lại hoảng sợ và để Thi Văn Khánh kiểm soát tình hình trên thực tế. Cuối cùng, tướng Tiêu Ma Ha (蕭摩訶) đã thuyết phục Trần Thúc Bảo cho phép mình giao chiến với Hạ Nhược Bật, bất chấp lời phản đối của tướng Nhâm Trung. Hạ Nhược Bật đã đánh bại và bắt giữ Tiêu Ma Ha, số quân Trần còn lại sụp đổ, quân Tùy tiến vào kinh thành triều Trần.
Trong hoảng loạn và bị các hạ thần bỏ rơi, Trần Thúc Bảo đã trốn trong một cái giếng cùng với Trương quý phi và Khổng quý tần, song bị quân Tùy phát hiện và bắt giữ. Khi ông được đưa đến trước mặt Hạ Nhược Bật, ông lo sợ đến nỗi phủ phục trước mặt viên tướng Tùy này, hành động này khiến Hạ Nhược Bật khinh miệt ông. Tuy nhiên, ông cùng gia quyến nhìn chung được các tướng Tùy đối đãi tốt, song Cao Quýnh đã quy trách nhiệm về sự sụp đổ của Trần cho Trương quý phi và hành quyết bà. Một số tướng Trần tiếp tục kháng cự, song nhanh chóng bị đánh bại, đặc biệt là khi theo yêu cầu của quân Tùy, Trần Thúc Bảo đã viết thư lệnh cho các tướng Trần phải đầu hàng. Ngay sau đó, quân Tùy hộ tống Trần Thúc Bảo và gia quyến đến kinh đô triều Tùy- Đại Hưng thành- gần cố thành Trường An.

## Dưới thời Tùy
Tùy Văn Đế đối đãi tử tế với Trần Thúc Bảo, và do không muốn khuất phục Trần Thúc Bảo làm một hạ thần trong triều đình của mình, ban đầu Tùy Văn Đế không phong cho Trần Thúc Bảo bất kỳ tước hiệu chính thức nào, song bản thân Trần Thúc Bảo lại đề nghị một tước hiệu. Trần Thúc Bảo cũng rất ham uống rượu, thoạt đầu Tùy Văn Đế cố gắng kiềm chế song sau đó đã ngừng với lý do Trần Thúc Bảo cần có gì đó để tiêu khiển. Tùy Văn Đế phái các thành viên trong hoàng tộc Trần trước kia ra các châu bên ngoài, không để họ tập hợp lại.
Năm 594, Tùy Văn Đế nói rằng các hoàng đế Bắc Tề, Lương và Trần không được cúng tế, vì thế đã hạ lệnh rằng cựu thân vương Bắc Tề Cao Nhân Anh (高仁英), Trần Thúc Bảo, và Tiêu Tông được tiếp tế đều đặn để họ có thể tiến hành cúng tế tổ tiên định kỳ,
Năm 604, một vài tháng sau khi Tùy Văn Đế qua đời và Dương Quảng lên kế vị, tức Dạng Đế, Trần Thúc Bảo cũng qua đời. Tùy Dạng Đế truy tặng ông là đại tướng quân, Trường Thành huyện công (một tước hiệu mà thúc tổ Trần Vũ Đế của ông từng mang) và truy thụy cho ông là "Dạng" (煬).

## Thông tin cá nhân

### Hậu phi
- Hoàng hậu Thẩm Vụ Hoa (沈婺華; 555 - 627), người quận Ngô Hưng, con gái Nghi đồng tam tư sau phong Vọng Thái huyện hầu Thẩm Quân Lí (沈君理) và Cối Kê Mục Công chúa (会稽穆公主; ? - 604), con gái Trần Vũ Đế. Năm 571, ngày 4 tháng 7 phong Thái tử phi, khi Trần Thúc Bảo đăng cơ thì trở thành Hoàng hậu. Thẩm Hoàng hậu tính cách hiền hậu lại thanh đạm, sau khi nước Trần diệt vong thì cùng Hậu Chúa đến Trường An, hậu đãi tử tế. Tùy Dạng Đế bị giết, xuất gia với pháp hiệu Quan Âm (觀音).
- Quý phi Trương Lệ Hoa (張麗華; 559 - 589), đại mỹ nhân thời Nam triều, sinh Trần Thâm và Trần Trang, bị tướng Tùy Cao Quýnh xử tử ở cầu Thanh Khê.
- Cung quý tần (龔貴嬪), là Lương đệ khi Trần Thúc Bảo còn là thái tử, tiến cử Trương quý phi hầu hạ Thúc Bảo, sinh Trần Kiền và Trần Điềm.
- Khổng quý tần (孔贵嫔; ? - 589), có anh trai là Khổng Phạm (孔范), được sủng ái chỉ sau Trương quý phi, bị tướng Tùy Cao Quýnh xử tử ở cầu Thanh Khê.
- Khổng quý nhân (孔贵人), sinh Trần Phàn.
- Trương thục viện
- Tiết thục viện
- Lã thục viện (吕淑媛), sinh Trần Ngạn và Trần Căng
- Trương thục hoa, sinh Trần Chi
- Từ thục nghi (徐淑仪), sinh Trần Quyền
- Viên chiêu nghi
- Cao chiêu nghi (高昭仪) , sinh Trần Nghi và Quảng Đức công chúa
- Tạ chiêu nghi (谢昭仪), sinh Lâm Thành công chúa
- Giang tu dung
- Hà tiệp dư
- Vương mĩ nhân
- Lý mĩ nhân
- Tạ chiêu nghi, sinh Lâm Thành công chúa
- Tôn cơ (孙姬; ? - 573), chết trong lúc sinh con, sinh Trần Dận

### Hậu duệ

#### Hoàng nam
- Trưởng tử Trần Dận (陳胤; 573 - 618), tự Thừa Nghiệp (承業), mẹ là Tôn cơ. Tôn cơ qua đời khi sinh con nên được Hoàng hậu Thẩm Vụ Hoa nuôi dưỡng, khi Hậu Chúa đăng cơ thì được phong làm Thái tử. Trần Thúc Bảo sủng ái Trương quý phi, giáng Trần Dận làm Ngô Hưng vương (吴兴王), sau khi nhà Trần sụp đổ thì đến Trường An và mất tại đây.
- Nhị tử Trần Nghi (陳嶷), tự Thừa Nhạc (承岳), mẹ là Cao chiêu nghi. Được phong Nam Bình vương (南平王), nhậm Thái thú Kinh Châu, Doanh Châu và Tương Châu.
- Tam tử Trần Ngạn (陳彥), tự Thừa Ý (承懿), mẹ là Lã thục viện. Được phong Vĩnh Gia vương (永嘉王), nhậm Tán kị thường thị.
- Tứ tử Trần Thâm (陳深; 575 - ?), tự Thừa Nguyên (承源), mẹ là Trương Lệ Hoa. Trương quý phi đắc sủng, Trần Thâm cũng được Thúc Bảo nuông chiều, có tài văn chương lại thông minh, phong Thủy An vương (始安王). Hậu Chúa phế trưởng tử Trần Dận, phong Trần Thâm làm Hoàng thái tử. Nhà Trần sụp đổ, Tùy Dạng Đế phong Thái thú quận Quy Hãn, thời Đường Cao Tổ nhậm Bí thư thừa, mất khi đang tại vị. Có hai con trai là Trần Luân (陈纶) và Trần Giam (陈缄).
- Ngũ tử Trần Kiền (陳虔), tự Thừa Khác (承恪), mẹ là Cung quý tần. Được phong Nam Hải vương (南海王), nhậm Vũ Nghị tướng quân.
- Lục tử Trần Chi (陳祗), tự Thừa Kính (承敬), mẹ là Trương thục hoa. Được phong Tín Nghĩa vương (信义王), nhậm Trang Vũ tướng quân, thời Tùy phong Thông nghĩa lang.
- Thất tử Trần Căng (陳兢), tự Thừa Kiểm (承檢), mẹ là Lã thục viện. Được phong Thiệu Lăng vương (邵陵王), thái ấp nghìn hộ, nhậm Nhân Vũ tướng quân, thời Tùy nhậm Quốc tử giám thừa.
- Bát tử Trần Trang (陳庄), tự Thừa Túc (承肅), mẹ là Trương Lệ Hoa. Được phong Cối Kê vương (會稽王), nhậm Dực Tiền tướng quân rồi Thái thú Dương Châu, thời Tùy nhậm Huyện lệnh Xương Long. Có con trai là Trần Nguyên Thuận (陈元顺) nhậm Triều tán đại phu, Huyện lệnh Khảo Thành.
- Cửu tử Trần Quyền (陳恮), tự Thừa Hậu (承厚), mẹ là Từ thục nghi. Được phong Đông Dương vương (东阳王), thái ấp nghìn hộ, thời Tùy nhậm Thông nghĩa lang.
- Thập tử Trần Phàn (陳蕃), tự Thừa Quảng (承廣), mẹ là Khổng quý nhân. Được phong Ngô quận vương (吴郡王), thời Tùy nhậm Huyện lệnh Phù Thanh, thời Đường Cao Tổ nhậm Thứ sử Trung Châu. Vợ là Lũng Tây Lý thị (陇西李氏), tông thất nữ nhà Tùy, có con trai là Trần Thọ Nghĩa (陈寿义), con gái là Trần Pháp Chân (陈法真), có cháu ngoại là chính thê của Chu La Hầu.
- Thập nhất tử Trần Điềm (陳恬), tự Thừa Đàm (承惔), mẹ là Cung quý tần. Được phong Tiền Đường vương (钱塘王), thực ấp nghìn hộ.
- Trần Tổng (陳總)
- Trần Quan (陳觀)
- Trần Minh (陳明)
- Trần Cương (陳綱)
- Trần Thống (陳統)
- Trần Xung (陳冲)
- Trần Hiệp (陳洽)
- Trần Thao (陳縚)
- Trần Xước (陳綽)
- Trần Uy (陳威)
- Trần Biện (陳辯)

#### Hoàng nữ
- Đệ tứ nữ: Quảng Đức công chúa (廣德公主), mẹ là Cao chiêu nghi. Nhà Trần sụp đổ, trở thành phi tần của Tùy Dạng Đế, phong tước Phi (妃).
- Đệ ngũ nữ: Lâm Thành công chúa (临成公主), mẹ là Tạ chiêu nghi. Nhà Trần sụp đổ, trở thành trắc thất của Tần vương Dương Tuấn (楊俊), con trai của Tùy Văn Đế.
- Đệ lục nữ: Trần Chu (陳婤), hoặc Trần Nữ Chu (陈女婤), mẹ không rõ. Nhà Trần sụp đổ, trở thành phi tần của Tùy Dạng Đế, rất được sủng ái, phong Quý nhân (貴人).